# Marie van Eijsden-Vink

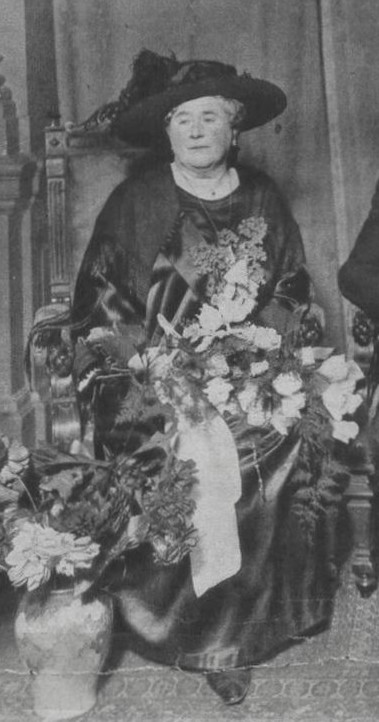
Marie van Eysden-Vink, 1923

Maria Hélène Hendrika Louise Vink (Den Haag, 14 maart 1864 - Den Haag, 24 december 1953) was een Nederlandse toneelactrice. Zij speelde veertig jaar lang voor Rotterdamse toneelgezelschappen.
Door bemiddeling van haar neef Louis Moor kwam zij, zonder de toneelschool te hebben bezocht, direct op de planken en reeds op 15-jarige leeftijd trad zij in de Amsterdamse schouwburg op. Haar eerste titelrol kreeg zij in Suzanna Bartelotti van J.A. Alberdingk Thijm, dat gegeven werd ter gelegenheid van het huwelijk van koning Willem III der Nederlanden met Emma van Waldeck-Pyrmont. In 1882 ging zij een verbintenis aan met het gezelschap van Willem van Zuylen te Rotterdam. Hier kreeg zij een grote kans, toen zij in datzelfde jaar voor Esther de Boer-van Rijk moest invallen in de rol van Ilonka in het stuk Inkwartiering. In het derde jaar van haar engagement met dit gezelschap werd zij opgemerkt door Catharine Beersmans, op wier voorspraak zij een aanbod kreeg om deel uit te maken van de Rotterdamse afdeling van Het Nederlandsche Toneel, dat in de Rotterdamse Grote Schouwburg speelde.
Het grootste gedeelte van haar toneelloopbaan heeft de actrice gewerkt onder de directie van haar echtgenoot, P.D. van Eijsden, met wie zij in 1891 in het huwelijk trad. Toen deze in 1923 het directeurschap, dat hij sinds 1920 deelde met Cor van der Lugt Melsert en Frits Tartaud, had neergelegd, volgde zijn vrouw een jaar later dit voorbeeld en nam zij voorgoed afscheid van het toneel. Een enkele maal zag men haar daarna nog in gastrollen bij Van der Lugt Melsert, onder andere als Pieternel in De bruiloft van Kloris en Roosje. Marie van Eijsden-Vink heeft tot op het laatst grote belangstelling getoond voor alles wat zich op toneelgebied afspeelde. Zij overleed na een lang ziekbed in een pension aan de Haagse Laan van Meerdervoort. Van haar hand verscheen het werk Mijn toneelleven.
Volgens de rouwadvertentie was ze drager van de Huisorde voor Oranje-Nassau voor Kunst en Wetenschap en ridder in de Orde van Oranje-Nassau. Rotterdam kent een Marie van Eijsden-Vinkstraat. Ze werd gecremeerd op Westerveld.  
- Digitale Bibliotheek voor de Nederlandse Letteren: eijs006
- International Standard Name Identifier: 0000 0003 9373 649X
- Nederlandse Thesaurus van Auteursnamen: 070331103
- Virtual International Authority File: 288081805
- WorldCat: E39PBJcgrP9Xm96MRxMTJmH3cP